# Opisthograptis impunctata
Opisthograptis impunctata är en fjärilsart som beskrevs av Ludwig Osthelder. Opisthograptis impunctata ingår i släktet Opisthograptis och familjen mätare. Inga underarter finns listade i Catalogue of Life.